# Gębice (powiat krośnieński)
Gębice (niem. Amtitz, łuż. Homśica) – wieś w Polsce położona w województwie lubuskim, w powiecie krośnieńskim, w gminie Gubin, koło Gubina, leży nad rzeką Lubszą na terenie Dolnych Łużyc.
W latach 1975–1998 miejscowość należała administracyjnie do województwa zielonogórskiego.
Wieś dawniej ulicówka, obecnie wielodrożnica o zabudowie zwartej, szczytowej i kalenicowej. Pierwsza wzmianka w dokumentach o wsi pochodzi z roku 1357 o nazwie Ompticz, w 1449 – Ampticz, a w 1527 – Amtitz. Około 1300 roku Gębice były małą siedzibą rycerską, a w 1463 roku stała się siedzibą rycerską rodziny szlacheckiej von Zeschau. Cesarz Rudolf II po ostatnim potomku tej rodziny sprzedał dobra lenne Melchiorowi von Löbenowi i Zachariaszowi von Grünbergowi. Rodzina Löben staje się w późniejszym czasie wyłącznym właścicielem. Amtitz (Gębice) w 1616 roku kupili Schönaichowie.
Wieś złożona jest w większej części z budynków powstałych w drugiej połowie XIX wieku. We wcześniejszym okresie do Gębic należał młyn wodny oraz cegielnia.

## Zabytki
Do wojewódzkiego rejestru zabytków wpisane są:
- kościół ewangelicki w ruinie, gotycki, pochodzący z XV wieku, został w 1770 roku gruntownie odbudowany i w roku 1921 powiększony przez dobudowaną kaplicę. Po lewej stronie ołtarza znajdowało się wejście do starej krypty, natomiast po prawej stronie ołtarza było przejście do nowej krypty, którą zbudowała w 1921 roku żona księcia Margareta[7]. Drewniane empory znajdowały się po lewej i prawej stronie pomieszczenia kościelnego, a naprzeciwko ołtarza znajdowała się empora z organami. Organy z kościoła zamkowego znalazły się po wojnie w kościele w Starosiedlu[7]. Na przełomie 2016 i 2017 roku wykonano prace konserwatorskie zabezpieczając ruiny kościoła. W ramach tych prac kościół zyskał nowe pokrycie dachowe[8].
- cmentarz przykościelny
- zespół zamkowy, z XVI-XVIII wieku
  - zamek książąt von Schönaich z drugiej połowy XVI wieku, pozostałości w parku nad Lubszą, spalony w 1945 r.
  - oficyna
  - brama

inne zabytki:
- około 20 domów z XIX w.

## Obóz jeniecki i Maksymilian Kolbe

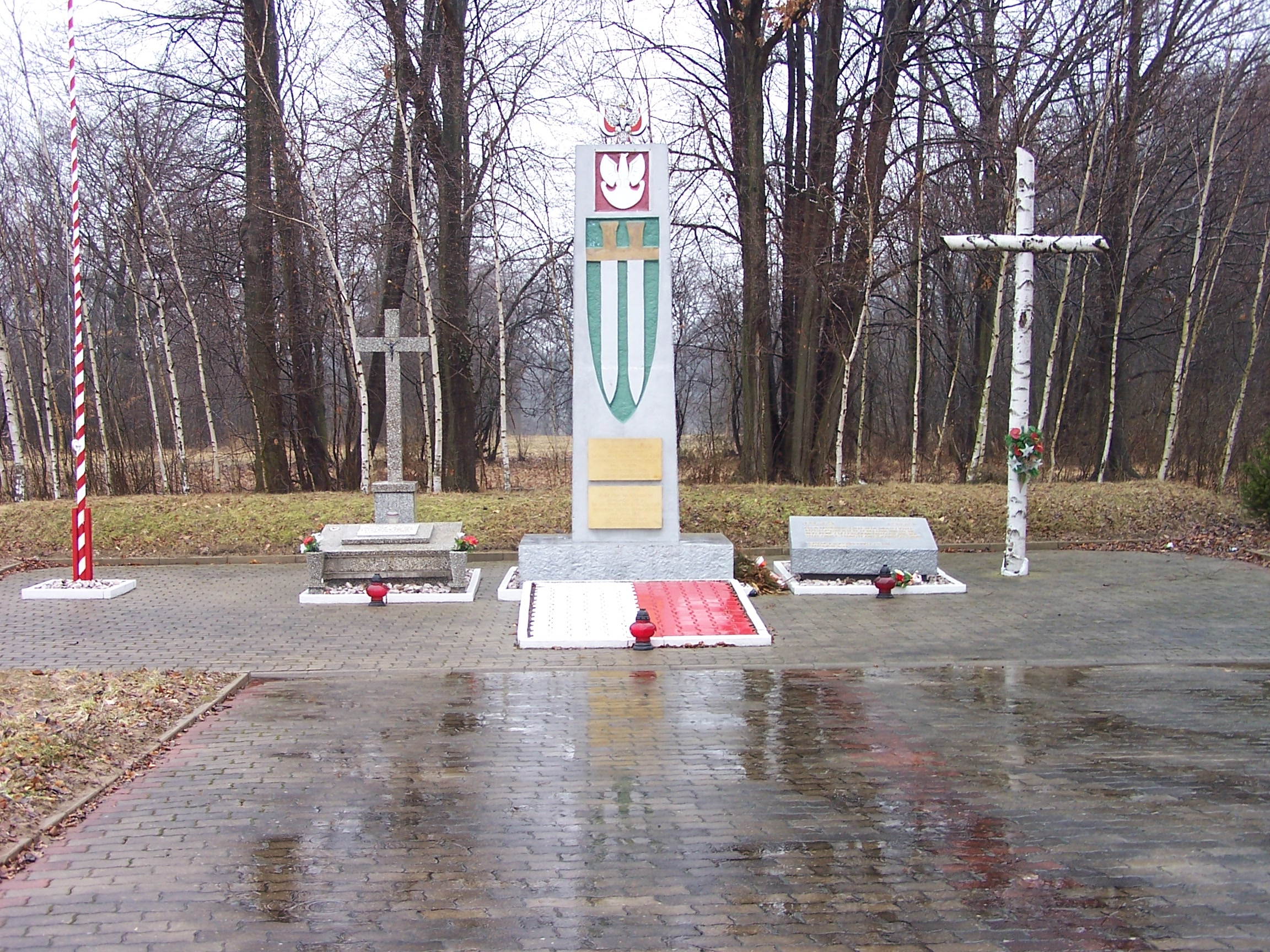
Pomnik ofiar obozu w Gębicach

W okresie II wojny światowej zlokalizowano w Gębicach latem 1939 r. obóz jeniecki Stalag III B Furstenberg – Filia Amtitz. Obóz istniał w latach 1938–1943. Początkowo więźniami było kilkudziesięciu jeńców czeskich, a po kampanii wrześniowej 1939 r. zaczęto tu osadzać Polaków, głównie jeńców wojennych. W jednym z transportów przybyła do obozu 100-osobowa grupa duchownych. Z grupą tą przybyło około 50 zakonników z Niepokalanowa. Więźniem obozu był przez 3 miesiące przejściowo, do 8 listopada 1939, o. Maksymilian Maria Kolbe. Dnia 28 września 1939 roku Maksymilian Kolbe wypowiedział na terenie Gębic słowa proroctwa do współinternowanych: 

Drogie dzieci, zobaczycie, że tu jeszcze będzie Polska.

W listopadzie 1939 r. obóz przeniesiono z zabudowań majątku na pola na zachód od wsi, gdzie ustawiono namioty otoczone drutem kolczastym. W obozie więziono 20–25 tysięcy więźniów. W następnych miesiącach niektórych więźniów świeckich oraz duchownych przewieziono do obozu w Ostrzeszowie. W maju 1940 r. rozpoczęto akcję zwalniania więźniów z obozu i kierowania ich do przymusowej pracy. Po likwidacji obozu, w połowie 1940 r. powstał w tym miejscu obóz przejściowy, do którego przywożono więźniów z różnych krajów Europy i kierowano ich następnie do pracy przymusowej.
Przy szosie z Gubina do Starosiedla znajduje się pomnik ofiar obozu w Gębicach.